# Hikaru Hanada
Hikaru Hanada (花田 光 Hanada Hikaru?,  Nakatsugawa, Prefectura de Gifu, 12 de septiembre de 1958) es un actor y seiyū japonés, afiliado a Office Osawa.

## Filmografía

### Anime
- Armitage: Dual-Matrix como Ross Sylibus
- Bleach como Beast Sword; Kuzu Ryuu
- Detective Conan como Nishimura
- Dancougar
- Ergo Proxy como Raul Creed
- Guilty Gear X Drama CD como Sol Badguy
- Guilty Gear XX Drama CD: Side Red/Black como Sol Badguy
- Inuyasha como Ghost (ep. 97)
- Izumo: Takeki Tsurugi no Senki como Oonamuji
- Junjō Romantica como Akihiko Usami
- Kai Doh Maru como Sadamitsu Usuino
- Kaikan Phrase como Director en ep.25; Dueño en ep 8-9; Manager en ep. 19, 30, 38)
- Kotencotenco como Daimaoh
- Master Mosquiton '99 como Caballero (ep. 16)
- Miscast Series Drama CDs como Shinichi Makimura
- Monochrome Factor como Naitou (ep. 17)
- One Piece como Maynard
- Outlaw Star como Prisionero (ep. 22)
- Samurai Shodown: Warriors Rage como Jin-emon Hanafusa
- Sekai-ichi Hatsukoi como Akihiko Usami (ep. 6, temporada 2)
- Sexy Commando Gaiden: Sugoiyo! Masaru-san como Umaibou, Hattori
- Shinkyoku Sōkai Polyphonica como Partesio Yugiri (ep. 8)
- Shinseikiden Mars como Profesor Yokoyama
- Strawberry Eggs como Padre de Seiko
- Summer como Master
- Taishou Chicchai-san como Misaki
- Those Who Hunt Elves como Karei Pirate (ep. 1)
- Taiho Shichauzo como Bomb Squad Agent B en ep. 30; Voice on Tape en ep. 34

### Películas animadas
- Harmony (2015)

### Videojuegos
- Garou: Mark of the Wolves (1999) como Khushnood Butt, Tizoc
- Guilty Gear X2 (2002) como Sol Badguy (solo story mode)
- The King of Fighters 2003 (2003) como Tizoc
- Otogi 2: Immortal Warriors (2003) como Raikou
- The King of Fighters XI (2006) como Tizoc
- The King of Fighters XIV (2016) como King of Dinosaurs

### CD dramas
- Miscast series como Shinichi Makimura
- Renai Shinan! como Takazuki Honjou
- Tsukiyo ni Koisuru Touzoku-san como Raishiru
- Junjou Romantica como Usami Akihiko

### Doblaje

#### Acción real
- Jack Reacher (Emerson (David Oyelowo))

#### Animación
- The Lego Batman Movie (Superman)
- Superman:The Animated Series (Superman)